# Ратибида
Ратибида или Лепахис (лат. Ratibida) — род растений трибы Подсолнечниковые, происходящих из Северной Америки. Представители рода широко известны под названием цветок прерий или эхинацеи прерий.
Виды
- Ratibida coahuilensis B.L.Turner
- Ratibida columnifera (Nutt.) Wooton & Standl. — Ратибида удлиненная  — широко распространена в Канаде, США и северо-восточной части Мексики
- Ratibida latipalearis E.L.Richards — произрастает в штате Чиуауа
- Ratibida mexicana (S.Watson) W.M.Sharp — Ратибида мексиканская — произрастает в штатах Чиуауа, Коауила, Сонора
- Ratibida peduncularis (Torr. & A.Gray) Barnhart — Ратибида цветоножковая — произрастает в Техасе и Луизиане
- Ratibida pinnata (Vent.) Barnhart — Ратибида перистая — произрастает в Онтарио, восточной и центральной частях Соединенных Штатов (в основном Великие озёра, долина Миссисипи)
- Ratibida tagetes (E.James) Barnhart — произрастает в штате Чиуауа,  США (пустыни юго-востока, восток Великих равнин)